# Blatnice (okres Třebíč)
Blatnice (s předložkou 2. pád do Blatnice, 6. pád v Blatnici, česky Blatnice s Karolínem[zdroj?]; německy Blatnitz, Blattnitz) je obec v okrese Třebíč v Kraji Vysočina, ležící jižně od města Třebíče na hranicích s okresem Znojmo, asi 3 km od Jaroměřic nad Rokytnou. Nadmořská výška obce je 427 metrů nad mořem. Obec patří do správního obvodu obce s rozšířenou působností Moravské Budějovice. Žije zde 362 obyvatel.
Sousedními obcemi sídla jsou Zvěrkovice, Moravské Budějovice, Jaroměřice nad Rokytnou, Bohušice a Lukov.

## Název
Název se vyvíjel od varianty Blatnice (12. století), Blatnicze (1466), v Blatniczy (1481), z Blatnicze (1530), Blatnicze (1528, 1570), Blatnicz (1671, 1718), Platnitz (1720), Blattnitz (1751) až k podobám Blatnitz a Blatnice v letech 1846 a 1872. Místní jméno znamenalo blátivé místo či místo, které leží u kalné vody. Pojmenování je rodu ženského, čísla jednotného, genitiv zní Blatnice.

## Geografie
Blatnicí prochází ze severu na jih silnice vycházející ze silnice II/152 do Hostimi a k silnici II/400, z Blatnice západně pak vychází silnice do Bohušic a východně pak silnice do Ohrazenice, západní hranici pak tvoří silnice II/152. Na sever pak vede užitková silnice do Jaroměřic nad Rokytnou, jižně pak užitková cesta do Lažínek, východní okraj je pak tvořen silnicí, která vede z Ohrazenice do Jaroměřic nad Rokytnou. Ze severu k jihu vede přes Blatnici cyklostezka Jihlava–Třebíč–Raabs, po východním okraji obce vede cyklostezka 481. 
Většina území obce je využívána zemědělsky, zalesněná je jen malá oblast na jihu území obce a oblast kolem tratě Padělky. Na jižním okraji Blatnice je JZD. 
Západně od zastavěného území obce pramení potok Nedvědka, ten pak teče přes vesnici západně, kdy u hranic území obce se do něj vlévá nepojmenovaný potok. Na jihu území obce pak pramení nepojmenovaný potok, který protéká přes rybník Daleká a který se těsně za jižní hranicí obce vlévá do Nedveky, jejíž jedna zdrojnice pak tvoří část jižní hranice území obce, samotná Nedveka pak také tvoří část jižní hranice obce.
Jihozápadně od zastavěného území obce se nachází Bílý kopec (459 m), zbytek je poměrně rovinatý. 
Téměř uprostřed území obce se nachází Blatnice, na jihovýchodním okraji území obce se těsně za hranicí nachází dvůr Dvorek.

## Historie
V Blatnici je několik pravěkých lokalit. Doloženy jsou kultury s moravskou malovanou keramikou, vypíchanou keramikou a lineární keramikou. Lokalitou lidu kultury s moravskou malovanou keramikou je např. les Padělky, resp. jeho jižní svah na jihozápad od obce, kde byly nalezeny zlomky hliněných nádob a štípané kamenné nástroje. Další lokalitou jsou svahy na východ a jihovýchod od obce. Při Špitálském lese na východě katastrálního území se nalezly pozdně paleolitické zlomky po lidu se zvoncovitými poháry.
Kolem roku 1050 měla být Blatnice knížetem Břetislavem darována staroboleslavské kapitule, ale roku 1466 pak patřila klášteru ve Žďáru nad Sázavou. Roku 1498 patřila ale již Jindřichovi z Lichtenburka. Roku 1563 však jeho potomci prodali vesnici Václavu Hodickému z Hodic. Roku 1648 pak však patřila vesnice do jaroměřického panství, zakoupili ji Questenberkové, v roce 1752 byly Jaroměřice převzaty pod správu Václava Antonína z Kounic-Rietbergu. V roce 1897 byl po vleklém soudním dědickém sporu jaroměřický velkostatek Nejvyšším soudem Rakouska Rudolfu Kristiánu z Vrbna a Bruntálu, jeho majetek pak v roce 1927 zdědila jeho manželka Elvíra (původně bavorská princezna).
V roce 1775 se místní zúčastnili selského povstání a v roce 1821 robotní vzpoury. Roku 1835 byla ve vsi postavena škola. V roce 1900 byl v obci založen hasičský spolek, v témže roce i Národní jednota, v roce 1911 Omladina a v roce 1924 i Domovina a Otčina. V roce 1848 byla založena i obecná škola.
Do roku 1849 patřila Blatnice do jaroměřického panství, od roku 1850 patřila do okresu Znojmo, pak od roku 1896 do okresu Moravské Budějovie a od roku 1960 do okresu Třebíč. Mezi lety 1986 a 1990 byla obec začleněna pod Jaroměřice nad Rokytnou, mezi lety 1964 a 1986 byla součástí obce i vesnice Ohrazenice, po roce 1990 se obec osamostatnila.

## Obyvatelstvo
| Rok            | 1869 | 1880 | 1890 | 1900 | 1910 | 1921 | 1930 | 1950 | 1961 | 1970 | 1980 | 1991 | 2001 | 2011 | 2021      |
| -------------- | ---- | ---- | ---- | ---- | ---- | ---- | ---- | ---- | ---- | ---- | ---- | ---- | ---- | ---- | --------- |
| Počet obyvatel | 421  | 482  | 504  | 456  | 482  | 471  | 462  | 444  | 438  | 431  | 416  | 381  | 383  | 383  | 356       |
| Počet domů     | 76   | 87   | 88   | 91   | 92   | 94   | 102  | 109  | 106  | 109  | 108  | 126  | 125  | 132  | 143 a 141 |

## Znak a vlajka
Právo užívat znak a vlajku bylo obci uděleno rozhodnutím Poslanecké sněmovny Parlamentu České republiky dne 19. ledna 2007. Znak má zlatý štít s červenou patou a modrým vydutým hrotem, v hrotě provázeném dvěma zkříženými černými ostrvemi stříbrný dorůstající půlměsíc, v patě tři (1, 2) spojené zlaté kruhy provázené dvěma stříbrnými liliemi. Vlajku tvoří dva vodorovné pruhy, červený a modrý. V žerďové části červeného pruhu lilie, ve vlající části modrého pruhu půlměsíc cípy k žerdi, oboje bílé. Poměr šířky k délce listu je 2 : 3.

## Politika

### Volby do Poslanecké sněmovny
|       | 2006                | 2010                | 2013                | 2017                | 2021                |
| ----- | ------------------- | ------------------- | ------------------- | ------------------- | ------------------- |
| 1.    | ČSSD (49,22 %)      | ČSSD (34,85 %)      | KSČM (28,57 %)      | ANO (37,28 %)       | ANO (41,66 %)       |
| 2.    | KDU-ČSL (16,06 %)   | KSČM (22,28 %)      | ČSSD (27,47 %)      | KDU-ČSL (14,68 %)   | SPOLU (26,04 %)     |
| 3.    | ODS (14,5 %)        | KDU-ČSL (14,28 %)   | ANO 2011 (12,08 %)  | KSČM (14,12 %)      | SPD (12,5 %)        |
| účast | 64,12 % (193 z 301) | 60,14 % (175 z 291) | 59,48 % (182 z 306) | 58,42 % (177 z 303) | 62,75 % (192 z 306) |

### Volby do krajského zastupitelstva
|      | 1.                 | 2.                     | 3.                | účast               |
| ---- | ------------------ | ---------------------- | ----------------- | ------------------- |
| 2000 | 4KOALICE (37,62 %) | ČSSD (18,81 %)         | KSČM (17,82 %)    | 35,37 % (104 z 294) |
| 2004 | KDU-ČSL (34,14 %)  | ODS (23,17 %)          | KSČM (21,95 %)    | 28,04 % (83 z 296)  |
| 2008 | ČSSD (49,57 %)     | KSČM (23,07 %)         | KDU-ČSL (15,38 %) | 39,67 % (119 z 300) |
| 2012 | ČSSD (34,4 %)      | KSČM (33,6 %)          | KDU-ČSL (16 %)    | 47,81 % (142 z 297) |
| 2016 | ANO 2011 (28,03 %) | ČSSD (22,42 %)         | KDU-ČSL (17,75 %) | 35,08 % (107 z 305) |
| 2020 | ANO (22,22 %)      | KDU-ČSL (17,17 %)      | Piráti (12,12 %)  | 32,57 % (100 z 307) |
| 2024 | ANO (55,44 %)      | ODS+TOP 09+STO (9,9 %) | KDU-ČSL (9,9 %)   | 32,48 % (101 z 314) |

### Prezidentské volby
V prvním kole prezidentských voleb v roce 2013 první místo obsadil Miloš Zeman (64 hlasů), druhé místo obsadil Jiří Dienstbier (43 hlasů) a třetí místo obsadil Jan Fischer (31 hlasů). Volební účast byla 63,21 %, tj. 189 ze 299 oprávněných voličů. V druhém kole prezidentských voleb v roce 2013 první místo obsadil Miloš Zeman (142 hlasů) a druhé místo obsadil Karel Schwarzenberg (42 hlasů). Volební účast byla 62,42 %, tj. 186 ze 298 oprávněných voličů.
V prvním kole prezidentských voleb v roce 2018 první místo obsadil Miloš Zeman (107 hlasů), druhé místo obsadil Jiří Drahoš (39 hlasů) a třetí místo obsadil Pavel Fischer (14 hlasů). Volební účast byla 60,53 %, tj. 184 ze 304 oprávněných voličů. V druhém kole prezidentských voleb v roce 2018 první místo obsadil Miloš Zeman (145 hlasů) a druhé místo obsadil Jiří Drahoš (65 hlasů). Volební účast byla 69,08 %, tj. 210 ze 304 oprávněných voličů.
V prvním kole prezidentských voleb v roce 2023 první místo obsadil Andrej Babiš (135 hlasů), druhé místo obsadil Petr Pavel (31 hlasů) a třetí místo obsadil Pavel Fischer (21 hlasů). Volební účast byla 72,46 %, tj. 221 ze 305 oprávněných voličů. V druhém kole prezidentských voleb v roce 2023 první místo obsadil Andrej Babiš (148 hlasů) a druhé místo obsadil Petr Pavel (82 hlasů). Volební účast byla 76,16 %, tj. 230 ze 302 oprávněných voličů.

## Pamětihodnosti
- Barokní kaple Panny Marie z konce 18. století[4]
- Socha svatého Jana Nepomuckého z roku 1780[4]
- Pomník padlých v první světové válce z roku 1921[8]
- kříž u silnice do Jaroměřic[8]

## Osobnosti
- Jan Papoušek (1859–1925), pedagog a hudební skladatel[8]
- Rudolf Růžička (1906–?), malíř